# If (album de Mindless Self Indulgence)
Pour les articles homonymes, voir If.
Albums de Mindless Self Indulgence
Another Mindless Rip Off
(2006) How I Learned to Stop Giving a Shit and Love Mindless Self Indulgence
(2013)
If est le quatrième album studio de Mindless Self Indulgence. Il est sorti aux États-Unis le 28 avril 2008.
L'album a été nommé par Kerrang! pour le titre de meilleur album de 2008.

## Listes des morceaux

### Éditions standard, Internationale et Clean
1. Never Wanted To Dance
2. Evening Wear
3. Lights Out
4. Prescription
5. Issues
6. Get it Up
7. Revenge
8. Animal
9. Mastermind
10. On It
11. Pay For It
12. Due
13. Money
14. Bomb This Track
15. Mark David Chapman

L'édition Internationale contient deux morceaux supplémentaires :
1. Uncle
2. 3S

L'édition Clean insère Uncle entre Get it up et Revenge, et ne contient pas 3S

### Édition limitée
Cette édition reprend la liste des morceaux de l'édition standard, c'est-à-dire sans Uncle et 3S. Elle contient des Artworks de Jhonen Vasquez et un DVD bonus.

#### DVD Bonus
1. Stupid MF (Live in Birmingham 2007)
2. Straight To Video (Live in Birmingham 2007)
3. Tornado (Live at Webster Hall 2005)
4. Animal (Live at Webster Hall 2005)
5. Animal (Music Video by M Dot Strange)

### Édition japonaise

#### Disque un
Ce disque reprend la liste des morceaux de l'édition International, et y ajoute quatre remix de Never Wanted To Dance :
1. Never Wanted To Dance - The Birthday Massacre Remix w/ guest vocals by Chibi
2. Never Wanted To Dance - Electro Hurtz Mix by Combichrist
3. Never Wanted To Dance - Tommie Sunshine [TSMV] Remix
4. Never Wanted To Dance - Spider Dub

#### Disque deux
1. Written In Cold Blood - Mark Saunders Mix (previously unreleased)
2. Prove Me Wrong (previously unreleased)
3. Genius (previously unreleased)
4. On It - Remix by KMFDM
5. On It - Remix by Hollowboy
6. (It's 3AM) Issues - Remix by Dinesh Boaz
7. (It's 3AM) Issues - Remix by Million Dollar Mano
8. Pay For it - Remix by M. Shawn Crahan (Clown from Slipknot/Dirty Little Rabbits)
9. Pay For It - Remix by Ulver
10. Never Wanted To Dance - Ulrich Wild Remix
11. Never Wanted To Dance - A cappella Mix by The Birthday Massacre

vidéos :
1. Never Wanted To Dance (Directed by Jim Berman)
2. Mark David Chapman (Directed by Mike Dahlquist)
3. The Making of Mark David Chapman (Directed by Mike Dahlquist)